# Desaturase
Desaturase is een aanduiding voor een groep enzymen die een elektron van een molecuul op een ander molecuul kunnen overbrengen. Omdat ze een molecuul oxideren en daarbij een ander reduceren, horen ze tot de familie van oxidoreductasen.
De naam desaturasen verwijst naar het feit dat ze van het doelmolecule een verzadigde verbinding (op een delta-positie) omzetten in een onverzadigde verbinding. Desaturase-enzymen brengen vooral in vetzuurmoleculen dubbele bindingen in, maar ook in andere organische verbindingen met lange koolstofketens, zoals in bètacaroteen.
De enzymen in deze groep worden over het algemeen aangeduid met de plaats waar ze op de vetzuurketen aangrijpen zoals 'cis-delta-9' of 'delta-12'.

## Delta-6-desaturase, delta-5-desaturase en delta-4-desaturase
Bij de biosynthese van omega 3- en omega 6-vetzuren, werkt een elongase enzym met verschillende desaturase-enzymen (delta-6-desaturase, delta-5-desaturase, delta-4-desaturase) waarbij meermalen een dubbele binding wordt ingebouwd.

## Delta-9-desaturase
Het delta-9-desaturase enzym is specifiek voor de delta-9-plaats en het is werkzaam voor vetzuren met verschillende ketenlengte.
De verzadigde vetzuren stearinezuur en palmitinezuur worden zo omgezet in enkelvoudig onverzadigde vetzuren, respectievelijk oliezuur en palmitoleïnezuur (cis-delta-9-hexadeceenzuur). Een meer volledige benaming van delta-9-desaturase is Stearoyl-CoA Desaturase (SCD).
Het verzadigde laurinezuur wordt door delta-9-desaturase omgezet in het 
onverzadigde cis-delta-9-dodeceenzuur 12:1n-3.

## Delta-12-desaturase
De introductie van een tweede dubbele binding vindt plaats door een ander desaturase enzym. Delta-12 desaturase vormt uit oliezuur een vetzuur met twee onverzadigde bindingen (linolzuur).
In het metabolisme van de mens ontbreekt delta-12 desaturase. Linolzuur, dat daar een dubbele binding heeft (in totaal twee, één op de 9e en één op de 12e positie), is daardoor een essentieel vetzuur. Linolzuur moet daarom voorkomen in de voeding.